# Sjeverni i centralni vanuatski jezici
Sjeverni i centralni vanuatski jezici, ogranak dalekih oceanijskih jezika koji se govore na području pacifičke države Vanuatu. 
Skupina obuhvaća 95 jezika podjeljenih na tri uže skupine: a) istočni santo s pet jezika; b) malekula s 12 jezika; i c) sjeveroistočni vanuatu-banks jezici (78)

## Vanjske poveznice
- Ethnologue (14th)
- Ethnologue (15th)